# THE IDOLM@STER SHINY COLORS “CANVAS”
『THE IDOLM@STER SHINY COLORS “CANVAS”』（アイドルマスター シャイニーカラーズ キャンバス）は、2023年4月12日からリリースされているキャラクターソングCDシリーズ。

## 概要
「アイドルマスター シャイニーカラーズ」のキャラクターソングCDシリーズ第8弾。発売元はランティス。これまでと異なり、全体曲を収録したCDは含まれていない。
各ユニットの新曲3曲と各曲のoff vocal、ドラマパートを収録。
2023年7月23日に、4月から加入していた斑鳩ルカの新ユニット、コメティックのデビューCDが追加で発表された。

## 01
2023年4月12日発売。イルミネーションスターズの6thシングル。
収録曲
歌：イルミネーションスターズ
1. Forward March!!!
作詞：渡邊亜希子、作曲・編曲：佐々倉有吾
2. 星が流れて
作詞：渡邊亜希子、作曲：山田智和、編曲：住谷翔平
3. BRIGHTEST WHITE
作詞：渡邊亜希子、作曲・編曲：草野将史
4. スペシャルオーディオドラマ「束ねて、紡ぎ」
5. Forward March!!!（Off Vocal）
6. 星が流れて（Off Vocal）
7. BRIGHTEST WHITE（Off Vocal）

## 02
2023年5月10日発売。アンティーカの6thシングル。
収録曲
歌：アンティーカ
1. とある英雄たちの物語
作詞：真崎エリカ、作曲・編曲：設楽哲也
2. Unsung Heroes
作詞：真崎エリカ、作曲・編曲：原田篤 (Arte Refact)
3. 有彩色ユリイカ
作詞：真崎エリカ、作曲・編曲：藤井健太郎 (HANO)
4. スペシャルオーディオドラマ「この白い画用紙いっぱい」
5. とある英雄たちの物語（Off Vocal）
6. Unsung Heroes（Off Vocal）
7. 有彩色ユリイカ（Off Vocal）

## 03
2023年6月14日発売。放課後クライマックスガールズの6thシングル。
収録曲
歌：放課後クライマックスガールズ
1. ハナサカサイサイ
作詞：古屋真、作曲・編曲：金山秀士 (Dream Monster)
2. 全力アンサー
作詞：古屋真、作曲・編曲：藤井健太郎 (HANO)
3. ひめくりモザイク
作詞：古屋真、作曲・編曲：牧野太洋
4. スペシャルオーディオドラマ「幸福の景色」
5. ハナサカサイサイ（Off Vocal）
6. 全力アンサー（Off Vocal）
7. ひめくりモザイク（Off Vocal）

## 04
2023年7月12日発売。アルストロメリアの6thシングル。
収録曲
歌：アルストロメリア
1. メッセージ
作詞：鈴木静那、作曲・編曲：amazuti
2. Love Letter
作詞：鈴木静那、作曲：栁沼廉、編曲：ヤナガワタカオ
3. グラデーション
作詞：鈴木静那、作曲：YUU for YOU・Giz'Mo（from Jam9）、編曲：YUU for YOU
4. スペシャルオーディオドラマ「夏の日のシュプール」
5. メッセージ（Off Vocal）
6. Love Letter（Off Vocal）
7. グラデーション（Off Vocal）

## 05
2023年8月9日発売。ストレイライトの5thシングル。
収録曲
歌：ストレイライト
1. Imitation Ghost
作詞：下地悠、作曲：本多友紀（Arte Refact）、編曲：脇眞富（Arte Refact）
2. BURN BURN
作詞：下地悠、作曲：YUU for YOU、Ryosuke Matsuzaki、編曲：YUU for YOU
3. Start up Stand up
作詞：下地悠、作曲・編曲：amazuti
4. スペシャルオーディオドラマ「ストレイライトの熱い夏」
5. Imitation Ghost (Off Vocal)
6. BURN BURN (Off Vocal)
7. Start up Stand up (Off Vocal) 

## 06
2023年9月13日発売。ノクチルの4thシングル。
収録曲
歌：ノクチル
1. Reflection
作詞：秋浦智裕、作曲：YUU for YOU、Ryosuke Matsuzaki、編曲：YUU for YOU
2. 夢が夢じゃなくなるその日まで
作詞：秋浦智裕、作曲・編曲：原田篤（Arte Refact）
3. 青とオレンジ
作詞：秋浦智裕、作曲・編曲：涼木シンジ（KEYTONE）
4. スペシャルオーディオドラマ「弾み、廻る」
5. Reflection (Off Vocal)
6. 夢が夢じゃなくなるその日まで (Off Vocal)
7. 青とオレンジ (Off Vocal)

## 07
2023年10月11日発売。シーズの3rdシングル。
収録曲
歌：シーズ
1. Forbidden Paradise
作詞：Co-sho、作曲：小久保祐希、Eunsol(1008)、YHEL、編曲：Eunsol(1008)
2. SWEETEST BITE
作詞：Co-sho、作曲：小久保祐希、YAGO、編曲：YAGO
3. White Story
作詞：Co-sho、作曲：YUU for YOU、常楽寺澪、編曲：YUU for YOU
4. スペシャルオーディオドラマ「秋の日のラウンド・アンド・ラウンド」
5. Forbidden Paradise (Off Vocal)
6. SWEETEST BITE (Off Vocal)
7. White Story (Off Vocal)

## 08
2023年11月8日発売。コメティックのデビューシングル。
収録曲
歌：コメティック
1. 無自覚アプリオリ
作詞：出口遼（KEYTONE）、作曲・編曲：涼木シンジ（KEYTONE）
2. くだらないや
作詞：出口遼（KEYTONE）、作曲・編曲：篠崎あやと・橘亮祐
3. 平行線の美学
作詞：園田健太郎、作曲・編曲：ねりきり（KEYTONE）
4. スペシャルオーディオドラマ「突発性フォロワー」
5. 無自覚アプリオリ (Off Vocal)
6. くだらないや (Off Vocal)
7. 平行線の美学 (Off Vocal)

## ソロ・リミックス盤
シリーズに収録されたユニット曲のソロ・リミックスを収録したCD。2024年3月から開催の『THE IDOLM@STER SHINY COLORS -6thLIVE TOUR Come and Unite!- 』の会場限定販売。
THE IDOLM@STER SHINY COLORS SOLO COLLECTION -6thLIVE TOUR Come and Unite!- part1
「Forward March!!!」「とある英雄たちの物語」「ハナサカサイサイ」「メッセージ」「Imitation Ghost」「Reflection」「Forbidden Paradise」「無自覚アプリオリ」のソロ・リミックスを収録。
THE IDOLM@STER SHINY COLORS SOLO COLLECTION -6thLIVE TOUR Come and Unite!- part2
「星が流れて」「Unsung Heroes」「全力アンサー」「Love Letter」「BURN BURN」「夢が夢じゃなくなるその日まで」「SWEETEST BITE」「くだらないや」のソロ・リミックスを収録。
THE IDOLM@STER SHINY COLORS SOLO COLLECTION -6thLIVE TOUR Come and Unite!- part3
「BRIGHTEST WHITE」「有彩色ユリイカ」「ひめくりモザイク」「グラデーション」「Start up Stand up」「青とオレンジ」「White Story」「平行線の美学」のソロ・リミックスを収録。

### ユニットメンバー
1. 1 2 3  櫻木真乃（関根瞳）、風野灯織（近藤玲奈）、八宮めぐる（峯田茉優）
2. 1 2 3  月岡恋鐘（礒部花凜）、田中摩美々（菅沼千紗）、白瀬咲耶（八巻アンナ）、三峰結華（希水しお）、幽谷霧子（結名美月）
3. 1 2 3  小宮果穂（河野ひより）、園田智代子（白石晴香）、西城樹里（永井真里子）、杜野凛世（丸岡和佳奈）、有栖川夏葉（涼本あきほ）
4. 1 2 3  大崎甘奈（黒木ほの香）、大崎甜花（前川涼子）、桑山千雪（芝崎典子）
5. 1 2 3  芹沢あさひ（田中有紀）、黛冬優子（幸村恵理）、和泉愛依（北原沙弥香）
6. 1 2 3  浅倉透（和久井優）、樋口円香（土屋李央）、福丸小糸（田嶌紗蘭）、市川雛菜（岡咲美保）
7. 1 2 3  七草にちか（紫月杏朱彩）、緋田美琴（山根綺）
8. 1 2 3  斑鳩ルカ（川口莉奈）、鈴木羽那（三川華月）、郁田はるき（小澤麗那）